# 2003 HL57
2003 HL57, também escrito como 2003 HL57, é um objeto transnetuniano que está localizado no Cinturão de Kuiper, uma região do Sistema Solar. Este corpo celeste é classificado como um cubewano. Ele possui uma magnitude absoluta de 6,3 e tem um diâmetro estimado com 242 km. O astrônomo Mike Brown lista este corpo celeste em sua página na internet como um candidato a possível planeta anão.

## Descoberta
2003 HL57 foi descoberto no dia 26 de abril de 2003.

## Órbita
A órbita de 2003 HL57 tem uma excentricidade de 0,195 e possui um semieixo maior de 46,187 UA. O seu periélio leva o mesmo a uma distância de 37,192 UA em relação ao Sol e seu afélio a 55,182 UA.